# Joseph Mostert
Joseph Mostert (Bélgica, 26 de julio de 1912-28 de abril de 1967) fue un atleta belga especializado en la prueba de 1500 m, en la que consiguió ser subcampeón europeo en 1938.

## Carrera deportiva
En el Campeonato Europeo de Atletismo de 1938 ganó la medalla de plata en los 1500 metros, llegando a meta en un tiempo de 3:54.5 segundos, tras el británico Sydney Wooderson  (oro con 3:53.6 segundos que fue récord de los campeonatos) y por delante del italiano Luigi Beccali (bronce con 3:55.2 segundos).